# Guglielmo Gratarolo
Guglielmo Grataroli ou Gratarolo ou Guilelmus Gratarolus et usuellement appelé en français Guillaume Gratarole, (né le 16 mai 1516 à Bergame et mort le 16 avril 1568 à Bâle) est un médecin et alchimiste italien du XVIe siècle.

## Biographie
Il se fait remarquer à l'université de Padoue par ses progrès rapides puis voyage en Italie, en Suisse, en Savoie et en Bourgogne.
Calviniste, Guglielmo Gratarolo se réfugie en 1552 à Bâle, où il enseigne la médecine et édite de nombreux ouvrages notamment d'alchimie, dont, en 1561 le recueil alchimique Verae alchemiae artisque metallicae, citra aenigmata, doctrina en collaboration avec l'imprimeur Heinrich Petri.

## Ouvrages
- De Memoria Reparanda, Augenda, Servandaque Andream Gesner. F. & Rodolphum Vuyssenbachium, 1553[3]  (réédition  Kessinger Publishing, 2009)
- Regimen omnium iter agentium, 1556 édition de 1563[4]
- Verae alchemiae artisque metallicae, citra aenigmata, doctrina, Heinrich Petri et Pietro Perna, Bâle 1561. En ligne sur le site de la BIUM[5], sur la biblioteca virtual Miguel de Cervantes[6]
- Pestis descriptio, causa signa omnigena et praeservatio, apud Federicum Morellum (Parisiis), 1561[7]
- Regimen omnium iter agentium, postremo editum, Wendelinum Rihelium, 1563[4]